# Hans Wiegel
Hans Wiegel, né le 16 juillet 1941 à Amsterdam (Reichskommissariat Niederlande) et mort le 19 mai 2025 à Sint Nicolaasga (De Fryske Marren), est un homme politique néerlandais membre du Parti populaire libéral et démocrate (VVD).
Il est élu député à la Seconde Chambre en 1967, à l'âge de 26 ans. Cinq ans plus tard, il devient président du groupe parlementaire du VVD. En 1972, il est choisi à 31 ans comme chef politique de son parti.
Ministre des Affaires intérieures du cabinet de coalition de Dries van Agt entre 1977 et 1981, il retrouve brièvement la présidence du groupe libéral à la Seconde Chambre. En 1982, il est désigné commissaire de la Reine en province de Frise et accomplit deux mandats de six ans.
Il intègre le secteur privé en 1994, en tant que dirigeant de mutuelle complémentaire, et exerce un mandat de sénateur de 1995 à 2000. Il est depuis retiré de la vie politique.

## Biographie

### Débuts et ascension
Hans Wiegel adhère au VVD en 1963, à 22 ans. Quatre ans plus tard, il est élu député à la Seconde Chambre aux élections législatives du 15 février 1967.

### Chef politique du VVD
À la suite des législatives du 28 avril 1971, au cours desquelles les libéraux ne remportent que 10,3 % des voix et 16 sièges de parlementaires, Hans Wiegel est désigné président du groupe des députés du VVD. Le 23 septembre 1972, il devient à 31 ans chef politique du Parti populaire libéral et démocrate et succède ainsi à Molly Geertsema.
Deux mois plus tard, il mène sa première grande bataille électorale à l'occasion des élections législatives anticipées du 29 novembre 1972. Les libéraux améliorent nettement leur score avec 14,4 % des suffrages exprimés et 22 mandats. C'est à l'époque leur meilleur résultat depuis 1945.
Le travailliste Joop den Uyl ayant constitué une « grande coalition » avec les chrétiens-démocrates et la gauche chrétienne, le VVD prend la place de la principale force d'opposition parlementaire.

### Ministre de l'Intérieur
Hans Wiegel est de nouveau chef de file libéral aux élections législatives du 25 mai 1977. À cette occasion, le VVD connaît une nouvelle progression avec 17,9 % et 28 députés, passant pour la première fois la barre des 15 % des voix. Il constitue au bout de sept mois une alliance majoritaire avec la liste de l'Appel chrétien-démocrate (CDA), qui rassemble les trois partis historiques de cette tendance mais pas encore sous la forme d'un parti unique. Le 19 décembre, Hans Wiegel est nommé à 36 ans vice-Premier ministre et ministre des Affaires intérieures du premier cabinet du chrétien-démocrate Dries van Agt.

### Après le gouvernement
Le Parti populaire libéral et démocrate cale aux élections législatives du 26 mai 1981, remportant toujours 17,3 % des suffrages mais 26 députés. La perte d'un siège par les travaillistes rend la coalition minoritaire et Van Agt se tourne alors vers le centre gauche pour se maintenir au pouvoir.
Renvoyé dans l'opposition, Wiegel renonce à ses responsabilités un an après ce scrutin, le 20 avril 1982. Il démissionne de l'assemblée le 1er mai suivant. Le 16 juin suivant, il est nommé commissaire de la Reine dans la province de Frise.

### Dirigeant du secteur privé
Hans Wiegel démissionne le 1er février 1994, pour prendre la présidence de KLOZ, une mutuelle complémentaire. Il mène à bien la fusion avec la VNZ et devient ainsi le 1er janvier 1995 président de la mutuelle ZN. Aux élections sénatoriales du 29 mai 1995, il est élu à la Première Chambre.
Réélu en 1999, il démissionne le 1er avril 2000 afin de se concentrer sur ses fonctions à la ZN. Il les quitte le 1er février 2012, après dix-sept années en poste.